# Ernie (prénom)
Pour les articles homonymes, voir Ernie.
Ernie est un prénom masculin anglais et un mot hypocoristique pour le prénom Ernest. Ce prénom peut désigner:

## Prénom
- Ernie Adams (1885-1947), acteur américain
- Ernie Anderson (1923-1997), acteur et scénariste américain
- Ernie Ball (1930-2004), créateur américain de marque de cordes pour guitare
- Ernie Barbarash, réalisateur et producteur américain
- Ernie Blenkinsop (1902-1969), joueur anglais de football
- Ernie Brandts (né en 1956), joueur néerlandais de football
- Ernie Brooks, musicien et producteur américain
- Ernie Colón (1931-2019), dessinateur portoricain de comics
- Ernie Coombs (1927-2001), acteur et scénariste canadien
- Ernie Eves (né en 1946), premier ministre canadien en Ontario
- Ernie Gehr (né en 1941), cinéaste expérimental américain
- Ernie Henry (1926-1957), saxophoniste alto américain de jazz
- Ernie Hudson (né en 1945), acteur américain
- Ernie Hudson Jr (né en 1964), acteur américain
- Ernie Kovacs (1919-1962), acteur et humoriste américain
- Ernie Koy (1909-2007), joueur américain de baseball
- Ernie Lively (né en 1947), acteur américain
- Ernie Mills
- Ernie Morrison Sr. (1892-1971), acteur américain
- Ernie Reyes (né en 1972), acteur et artiste martial américain
- Ernie Royal (1921-1983), trompettiste de jazz américain
- Ernie Sabella (né en 1949), acteur américain
- Ernie Steeves (né en 1961), homme politique canadien dans le Nouveau-Brunswick
- Ernie Terrell (1939-2014), boxeur américain
- Ernie Wasson (né en 1950), horticulteur et écrivain américain
- Ernie Watts (né en 1945), saxophoniste et flûtiste américain
- Ernie Young (né en 1969), joueur américain de baseball
- Ernie Zampese (né en 1936), joueur et entraîneur américain de football américain

### Surnom
- Ernie-C (Ernest Cunningham) (né en 1959), guitariste et producteur américain
- Ernie Banks (Ernest Banks) (1931-2015), joueur américain de baseball
- Ernie Barnes (Ernest Barnes Jr.) (1938-2009), artiste-peintre et joueur américain de football américain
- Ernie Beck (Ernest Beck) (né en 1931), joueur américain de basket-ball
- Ernie Bushmiller (Ernest Bushmiller) (1905-1982), auteur américain de bandes dessinées
- Ernie Caceres (Ernesto Caceres) (1911-1971), clarinettiste et saxophoniste américain
- Ernie Campbell (Ernest Campbell) (né en 1949), joueur australien de football
- Ernie Chan (Ernesto Chan) (1940-2012), auteur et dessinateur américain de bandes dessinées
- Ernie Calverley (Ernest Claverley) (1924-2003), joueur américain de basket-ball
- Ernie Crawford (Ernest Crawford) (1891-1959), joueur irlandais de rugby
- Ernie Davis (Ernest Davis) (1939-1963), joueur américain de football
- Ernie Dickens (Ernest Dickens) (1921-1985), joueur canadien de hockey sur glace
- Ernie DiGregorio (Ernest DiGregorio) (né en 1951), joueur américain de basket-ball
- Ernie Dingo (Ernest Dingo) (né en 1956), acteur aborigène australien
- Ernie Dixon (Ernest Dixon) (1901-1941), joueur anglais de football
- Ernie Els (Ernest Els) (né en 1969), golfeur professionnel sud-africain
- Ernie Fletcher (Ernest Fletcher) (né en 1952), homme politique américain
- Tennessee Ernie Ford (Ernest Jennings Ford) (1919-1991), chanteur et guitariste country américain
- Ernie Grunfeld (Ernest Grunfeld) (né en 1955), joueur américain de basket-ball
- Ernie Harwell (Earnest Harwell) (1918-2010), commentateur sportif américain
- Ernie Holmes (Earnest Holmes) (1948-2008), joueur américain de football américain
- Ernie Irvan (Earnest Irvan) (né en 1959), pilote américain de NASCAR
- Ernie K-Doe (Ernest Kador Jr.) (1936-2001), chanteur R&B américain
- Ernie Ladd (Ernest Ladd) (1938-2007), joueur américain de football américain
- Ernie Maresca (Ernest Maresca) (1938-2015), auteur et chanteur italo-américain
- Ernie Merrick (Ernest Merrick) (né en 1953), joueur australo-écossais de football
- Ernie Morrison (Ernest Morrison) (1912-1989), acteur américain
- Ernie Parker (Ernest Parker) (1883-1918), joueur australien de tennis
- Ernie Parkes (Ernest Parkes) (1894-1948), joueur canadien de hockey sur glace
- Ernie Simms (Ernest Simms) (1891-1971), joueur anglais de football
- Ernie Stautner (Ernest Stautner) (1925-2006), joueur allemand de football américain
- Ernie Vandeweghe (Ernest Vandeweghe Jr.) (1928-2014), physicien et joueur canadien de basket-ball
- Ernie Whitt (Ernest Whitt) (né en 1952), receveur américain de baseball
- Ernie Wilkins (Ernest Wilkins Jr.) (1922-1999), saxophoniste américain

### Personnage
- Ernie Pike, personnage de bandes dessinées d'Héctor Oesterheld